# Elacomia histrionica
Elacomia histrionica är en skalbaggsart som först beskrevs av Francis Polkinghorne Pascoe 1869.  Elacomia histrionica ingår i släktet Elacomia och familjen långhorningar.
Artens utbredningsområde är:
- Sarawak.
- Sulawesi.

Inga underarter finns listade i Catalogue of Life.